# Suctobelbila quinquenodosa
Suctobelbila quinquenodosa är en kvalsterart som beskrevs av Balogh 1968. Suctobelbila quinquenodosa ingår i släktet Suctobelbila och familjen Suctobelbidae. Inga underarter finns listade i Catalogue of Life.